# Anisocentropus longulus
Anisocentropus longulus is een schietmot uit de familie Calamoceratidae. De soort komt voor in het Oriëntaals gebied.